# Sismo do Equador de 2010
O Sismo do Equador de 2010 de magnitude de entre 6,9 e 7,1 {\displaystyle M_{\mathrm {w} }} (USGS) ocorreu na província de Napo, cerca de 250 km a sudeste de Quito, Equador, em 12 de agosto de 2010, às 6h45min, hora local, com hipocentro a aproximadamente 200 quilômetros de profundidade. Não foram registados mortos e só há notícia de um ferido. Segundo o Instituto Geofísico da Escola Politécnica do Equador, o abalo teria chegado a 7,2 graus na escala de Richter.